# Elisabeth Keesing

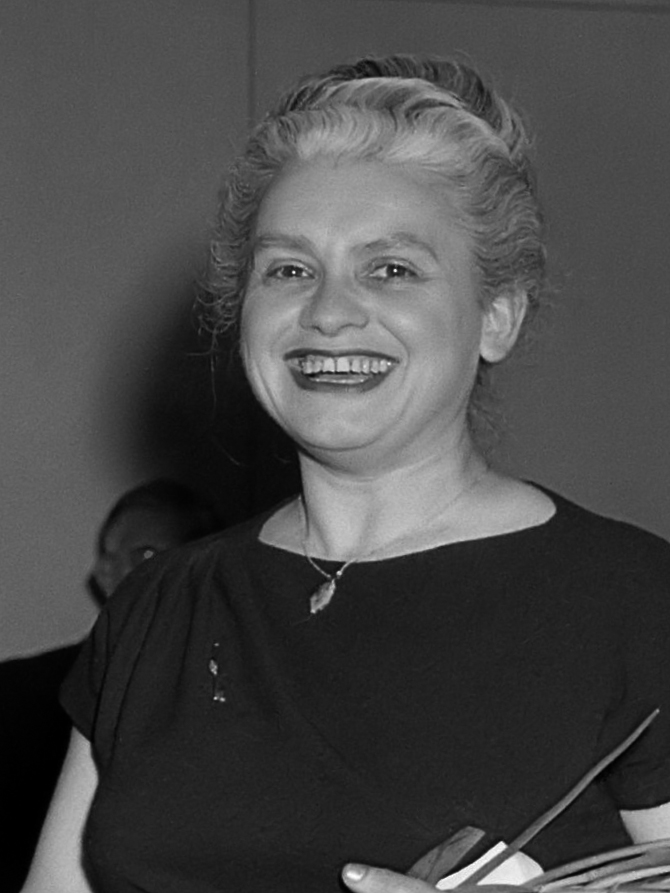
Elisabeth de Jong-Keesing (1960)

Elisabeth Emmy van Tricht-Keesing  (voor 1972 De Jong-Keesing) (Amsterdam, 15 juli 1911 - Den Haag, 17 april 2003) was een Nederlands schrijver.
Keesing was van Joodse komaf en haar vader Isaäc Keesing jr. was journalist en uitgever van het Keesings Historisch Archief. Ze studeerde Nederlands en geschiedenis en promoveerde in 1939 cum laude op De economische crisis van 1763 te Amsterdam. Op 15 maart 1938 beviel ze van een dochter, Marianne Sophia. Vervolgens ging ze naar Nederlands-Indië. In de Tweede Wereldoorlog werd ze geïnterneerd in een jappenkamp.
Vanaf 1945 werkte ze bij het RIOD en van 1947 tot 1967 was ze werkzaam als lerares Nederlands aan het Vossius Gymnasium in Amsterdam.
Keesing publiceerde in De Gids, De Nieuwe Stem en Maatstaf. Ze debuteerde met het toneelstuk De jade Boddhisatva in 1952 en in 1959 verscheen haar eerste roman Wennen aan de wereld. Haar novelle De Zalenman was het boekenweekgeschenk in 1960. Ze had door een reis een sterke interesse in communistisch China gekregen en publiceerde onder meer een bloemlezing van Chinese poëzie gebaseerd op een Engelse vertaling. In 1993 kreeg Keesing de Anna Bijns Prijs uitgereikt.
Zij was van 1937 tot 1943 getrouwd met de Joodse zakenman Joseph de Jong (1898-1943), die in Batavia overleed tijdens of na een verhoor door de Japanse geheime politie. In 1972 trouwde Keesing met de neerlandicus en literatuurwetenschapper Hendrik Willem van Tricht (1897-1982).

## Werken
- De economische crisis van 1763 te Amsterdam (1939)
- De jade Boddhisatva (1952)
- Wennen aan de wereld (1959)
- De zalenman (1960)
- Van Amstel tot Jang-tse (1960)
- De blinde spinners (1962)
- Wennen aan de wereld (1964)
- Men zoekt nog steeds (1966)
- Golven, waarom komt de wind (1973)
- En dan zou jij zeggen (1977)
- Maart is nog ver (1979)
- Op de muur (1981)
- Constantijn en Christiaan (1983)
- Op andere voeten (1986)
- Het volk met lange rokken (1987)
- Op andere voeten (1987)
- De zalenman & De stoet (1993)
- De blinde spinners (1993)
- Tijd gerekt (1993)
- Brieven aan Amsterdammers (1995)
- Soefisme in het dagelijks leven (1995)
- Hoe ruim een kooi ook is (1996)
- Conform afspraak (1999)